# 聯合國安全理事會第45號決議
聯合國安理會第45號決議是1948年4月10日在聯合國安全理事會第279次會議通過的。在審核過緬甸為加入聯合國所提交的申請後，這項決議請求聯合國大會考慮緬甸的申請。
該決議在阿根廷棄權下，以10票對0票通過。

## 外部連結
- 45號決議全文